# 五路論證
五路論證（Quinque viae）是在探討神的存在性時會使用的五個逻辑论证，由13世紀的天主教神學家托马斯·阿奎那整理在其著作《神学大全》中。

## 内容
- 「原始推动者」（unmoved mover）：圣托马斯的第一个论证建立在古希腊哲学家亚里士多德的运动论上。亚里士多德认为，运动是能动物的潜在的实现。圣托马斯首先注意到：现实中总有运动（變動）的物体，这可以被後天的经验证实。任一运动的物体必然是由另一个实现了潜在（即运动）的物体导致运动（推动）的。而这另一个运动的物体又必然是被另一个运动的物体推动的。然而这种关系不能推至无穷，因为必定有一个初始的推动者（the first unmoved mover）。这个初始的推动者不是由他者推动的，它也就是神。
要注意的是，这里的“运动”比通常表示物体位置移动的“运动”一词更为宽泛。
- 「第一因」（first cause）论证：第二个论证从事物的因果关系（亚里士多德的四因）出发。任一物都不会是它自己的效因（efficient cause），必然是另一物。这种关系不可能推至无穷，因为没有初始的效因，也就没有终极的效果（final effect），也就不会存在中间的效因（any intermediate efficient causes）。所以必定有一个初始的效因，也就是神。
- 基於偶然性與必然性的論證（argument from contingency）：第三个论证基于偶然性与必然性。很多事物不是必然存在的（其存在性不是在任何情况或时刻下都为真），而是偶然存在的（即在某些情况或时刻下不会存在）。但不可能所有的事物都是偶然存在的，否则总有一个情况或时刻下所有的事物都不存在，这样之後就无法让任何事物开始存在了。这是荒谬的。因此，必然有一个事物是在任何情况和时刻下都存在的。这个必然存在就是神。
- 程度論證（argument from degree）(又称：最高级的论证)：第四个论证是基于万物的性质的级别。不同的事物之间，总有一物优于另一物的比较，所以可以给物体的优劣分出等级。而贵贱、真假等性质也是如此。任何性质都可以分出等级。等级制中必然有最高的一级。而最高级必然是导致其他等级的原因，就如火是热的最高级，所以是热的原因一样。因此，“完美”和“存在”的最高级必然也是导致一切完美和存在的原因，也就是神。
- 目的論論證（teleological argument）：第五个论证基于亚里士多德四因中的目的因（final cause）。天空下雨是由于动植物需要成长，人生有眼睛是由于要看见外界，任何事物的运动都因为自身的目的。而有些事物的运动是没有智慧的，比如天空下雨、花草生长。但有目的的运动只能够是由于智慧而产生的。因此，必然有一个智慧引导着万物向它们的目的运动。这个智慧就是神。

## 反對意見
作為「新無神論四騎士」之一，牛津大學教授Richard Dawkins認為不應將五路論證的邏輯，放在現代論證上帝是否存在的討論上。。